# Битва при Акції
Битва при Акції (2 вересня 31 до н. е.) — остання велика морська битва античності. Відбулася поблизу мису Акцій, який виступає в море біля входу в Амбракійську затоку в північно-західній Греції, де на узбережжі Іонійського моря стоїть знаменитий храм Аполлона. Вирішальна битва між флотами Марка Антонія й Октавіана завершила громадянські війни в Римі. Військами Октавіана командував Марк Агріппа, спільницею Антонія виступала єгипетська цариця Клеопатра. Древні повідомлення про цю битву, імовірно, не цілком об'єктивні: більшість із них стверджує, що у критичний момент Клеопатра втекла з усім своїм флотом і відпливла до Єгипту, а Антоній пустився за нею. Однак основною метою, що ставив перед собою Антоній, вступаючи в бій, могла бути спроба прорвати блокаду, але цей задум був здійснений невдало: прорвалася менша частина флоту, а сухопутна армія Антонія без бою перейшла на бік Октавіана, чому передували, ймовірно, перемовини перед битвою. Октавіан здобув рішучу перемогу, домігся беззастережної влади над римською державою й у підсумку став першим римським імператором (з 27 до н. е. під іменем Августа).

## Передумови
З античних істориків, чиї твори збереглися до нашого часу, битву при Акції найповніше описали Плутарх (І-ІІ ст. н. е.) та Діон Кассій (ІІІ ст. н. е.). Обидва користувалися працями сучасників і учасників подій, що до нас не дійшли. Важливі відомості про цю битву містяться також в одах Горація і «Римській історії» Веллія Патеркула.
Битва вирішила подальший розвиток Римської держави на наступні століття. Антоній ніс у Рим елліністичну ідею — ідею влади царя-героя, утіленого божества, нового Олександра Македонського. За Октавіаном була ідея своєрідної «республіканської монархії», що спиралася на споконвічні римські цінності, приховані «відродженою республікою» і владою «першого громадянина». Ідея Октавіана перемогла і в істориків одержала назву «принципат».

## Хід битви

Флот Марка Антонія і Клеопатри становив близько 360 кораблів (за іншими джерелами 230 суден); значне місце (170 суден самого Марка Антонія) посідали могутні кораблі з трьома, чотирма, п'ятьма рядами весел; зустрічалися серед них і оздоблені «левіафани» з дев'ятьма-десятьма рядами. Це були величезні, міцні кораблі, з сильним тараном, дерев'яним броньовим поясом для захисту від таранних ударів; висота борту посередині корабля доходила до трьох метрів і збільшувалася від носа і корми, так що брати їх на абордаж було дуже важко; на палубі стояли важкі метальні машини і вежі для навісного кидання снарядів. Кораблі такої конструкції були тихохідні і неповороткі, їхня наступальна сила полягала, головним чином, у метальних снарядах, що діяли не стільки проти кораблів, скільки проти екіпажів.
Основу флоту (260 кораблів) Октавіана, яким командував знаменитий полководець Марк Віпсаній Агріппа, складали легкі, маневрені судна, з одним (рідко — двома) рядами весел. Цей новий тип кораблів римляни запозичили в ілірійських піратів і називали «лібурнами» — за іменем ілірійского племені. Лібурни, здебільшого мали тільки один ряд весел, вони були не набагато більші за 30 метрів завдовжки і близько 4-5 метрів завширшки. Екіпаж складався з 84 веслярів і 36 офіцерів, матросів і солдат, всього 120 чоловік. Такі кораблі були найбільш пристосовані для морського грабунку, а разом з тим і для дій морської поліції, тобто для переслідування морських розбійників. У порівнянні з важкими великими кораблями Антонія, що мали погано навчені екіпажі, нові кораблі були небезпечною зброєю, при наявності сміливих і добре підготовлених екіпажів. До того ж такі кораблі швидко будувалися, і ушкоджені могли бути замінені новими з резерву.
Амбракійська затока має 18,5 морських миль у довжину і до 10 миль у ширину, причому по всій його довжині глибина води скрізь достатня; вхід у затоку, однак, вузький, звивистий і мілководний. Війська Антонія займали обидві сторони від входу. Для кращого захисту входу були вибудовані вежі, на яких стояли важкі метальні машини; усередині бухти в повній безпеці, стояв флот Антонія, тим часом як флот Агріппи знаходився у двох відкритих бухтах біля берега, що було небезпечною стоянкою.
Біля берега затоки, на мисі Акцій, стояло стотисячне військо Антонія. На протилежному березі вишикувалося військо Октавіана (75 тис. чоловік).
Обидва флоти були розділені на три ескадри. План Антонія, за переказом, полягав у тому, щоб, відмовившись від маневрів, тримати свої кораблі в тісно зімкнутому строї і чекати атаки супротивника, який не міг нічого зробити проти важких кораблів. Клеопатра зі своїми кораблями стояла напоготові за центром.
Ця морська битва була не характерною для античності. У ній не було ні абордажних сутичок, ні таранних ударів: кораблі Антонія були невразливі для лібурн, а лібурни легко уникали незграбних монстрів. Подібно битвам Нового часу, все звелося до перестрілки. Агріппа рушив проти бойової лінії Антонія в звичайному напівкружному строї. На початку битви фланги Антонія відірвалися від головних сил, унаслідок чого бойовий стрій виявився порушеним і утворилися широкі розриви, у які почали прориватися легкі кораблі Агріппи.
Саме в цей момент сталася несподіване. Клеопатра, замість того щоб увести в бій свої 60 легких кораблів, повернула на південь і вийшла з бою. Марк Антоній, дізнавшись про це, перейшов з флагманського корабля на пентеру і наздогнав царицю. Після втечі командирів і резерву битва тривала ще кілька годин. Деякі кораблі викидали важкі метальні машини за борт та намагалися втекти, але основні сили трималися до кінця. Воїни Антонія не повірили в зраду свого полководця.
За переказом, Марк Антоній просидів у прострації чотири доби на носі судна. Лише в Пелопоннесі вони з Клеопатрою розділили ложе. На березі Марк Антоній почав розсилати накази військам, але було вже пізно.
Сухопутне військо трималося ще сім днів. Незважаючи на вже очевидний факт втечі, воїни продовжували вірити в те, що Марк Антоній повернеться і поведе їх у бій. Усе скінчилося лише після того, як військо покинув його командувач Канідій Красс.
Сучасні дослідники намагаються раціонально пояснити поведінку Марка Антонія та Клеопатри в цій битві, оскільки зрозуміло, що більшість свідчень про битву належить прихильникам Октавіана Августа, і саме вони сформували такий не дуже привабливий образ зрадника, який покинув вірне військо через коханку. Висувалася версія, що Антоній і Клеопатра з самого початку планували вивести лише частину війська, оскільки в Єгипті їх чекали свіжі легіони. Друга версія полягає в тому, що після того, як зламався стрій, кораблі лівого флангу повернулися до затоки, а правого не змогли цього зробити через кораблі Клеопатри і здалися. Зрозумівши, що битву програно, Клеопатра прорвалася зі своїми кораблями, а Антоній кинувся за нею. У тому, що солдати війська Антонія не зазнали переслідувань (окрім азійських союзників, зокрема Адіаторікса) і отримали майже всі привілеї, якими наділялися солдати Октавіана, а також у тому, що у війську нового імператора були збережені номери легіонів, які раніше належали Марку Антонію, іноді вбачають попередні домовленості із солдатами.

## Наслідки
Подальші події добре відомі, відображені численними поетами і художниками. Антоній і Клеопатра дісталися до Олександрії, де цілий рік жили в очікуванні неминучого кінця. 1 серпня 30 до н. е. у гавані Олександрії з'явився флот Октавіана. Останні легіони і кораблі Антонія перейшли на бік «молодого Цезаря». Антоній заколовся, Клеопатра була взята під варту і теж покінчила життя самогубством. Октавіан Август став єдиновладним правителем Римської держави, завершивши десятиліття громадянських війн. Наступила епоха Римської імперії. Перелам, що відбувся, гостро відчули вже сучасники. Багато міст і провінції стали вести своє офіційне літочислення від 2 вересня 31 до н. е. (так звана Актійська ера). Протягом декількох століть народи Середземномор'я мали підставу вважати цей день одним із найважливіших в історії регіону.